# Jerry Livingston
Jerry Livingston (né Jerry Levinson ; 25 mars 1909, Denver, Colorado - 1er juillet 1987, Beverly Hills, Californie) était compositeur américain et pianiste d’orchestre de danse. 

## Biographie
Livingston étudie la musique à l’Université d’Arizona et compose sa première chanson pour le spectacle musical d’un lycée. 
Dans les années 1930, il déménage à New York et commence une carrière de pianiste pour un orchestre de danse.
Au début des années 1940, il rejoint le groupe d’artistes connu sous le nom Tin Pan Alley et compose de nombreuses musiques pour des films et la télévision jusque dans les années 1960 avec son ami Mack David dont Cendrillon (1950), Bronco (1958), 77 Sunset Strip (1958) et Hawaiian Eye (1959). Il compose aussi avec David le thème de Casper le gentil fantôme.
À la suite du décès en 1942 du compositeur attitré des studios Disney, David et Livingston ont été engagés comme paroliers sur le projet de long métrage d’animation Cendrillon. Un jour de 1948, David et Livingston demandent à leur amie chanteuse Ilene Woods de venir l’aider sur un projet de film et d’enregistrer sa voix sur quelques chansons. Les enregistrements sont présentés sans en informer Ilene à Walt Disney qui demande deux jours plus tard à Ilene de devenir la voix anglaise de Cendrillon pour le film. 
Pour Broadway, il compose encore avec Mack David les comédies musicales Molly et la revue Bright Lights of 1944.
Avec Mack David, il sera récompensé trois fois au Oscar du cinéma
- pour Bibbidi-Bobbidi-Boo de Cendrillon en 1951
- pour The Hanging Tree du film homonyme en 1960
- pour The Ballad of Cat Ballou en 1966

Il décède le 1er juillet 1987 dans sa demeure de Beverly Hills d’un problème cardiaque.